# Batalla de Flers-Courcelette
La batalla de Flers–Courcelette se libró entre el 15 y el 22 de septiembre de 1916 durante la ofensiva del Somme de la Primera Guerra Mundial en el norte de Francia. En ella se enfrentaron el 6.º Ejército francés junto al 4.º Ejército y el Ejército de Reserva británicos contra el 1.º Ejército alemán. Un ataque anglo-francés el 15 de septiembre de 1916 dio inicio a la tercera fase de la batalla del Somme, pero cuando finalizó el 22 de septiembre no se había conseguido su objetivo estratégico de lograr una victoria decisiva. Las numerosas bajas infligidas a las fuerzas alemanas y la captura por los aliados de las localidades de Courcelette, Martinpuich y Flers fueron considerados una importante victoria táctica, pero el éxito de la defensa alemana en el flanco derecho británico hizo que el uso de la caballería fuera imposible. Esta batalla también es reseñable porque se usaron por primera vez en la historia los carros de combate, puestos en el campo de batalla por los Cuerpos Canadienses y la División de Nueva Zelanda. El 16 de septiembre el Jagdstaffel 2, una escuadra aérea alemana especializada en cazas, comenzó a operar con cinco nuevos cazas Albatros D.I, capaces de desafiar la supremacía aérea británica por primera vez desde el comienzo de la batalla del Somme.
El intento aliado de avanzar en profundidad por el flanco derecho y pivotar sobre el izquierdo fracasó, pero los británicos ganaron 2,3 km de terreno y tomaron High Wood, nombre en inglés del bosque de Fourcaux, avanzando 3,2 km por el centro, más allá de Flers y Courcelette. El 4.º Ejército francés cruzó las colinas de Bazentin, lo cual expuso las defensas de retaguardia alemanas tras las colinas, que quedaban ocultas a la vista, y el 18 de septiembre se apoderaron de la zona en la que días antes se había frustrado el avance del flanco derecho británico. De inmediato los aliados hicieron ajustes tácticos para aprovechar estos éxitos, los cuales se pusieron en marcha, tras un parón por mal tiempo y para recibir suministros, el 25 de septiembre en la batalla de Morval y el día 26 en la batalla de las colinas de Thiepval con una ofensiva del Ejército de Reserva. En septiembre los ejércitos alemanes perdieron en el Somme un total 130 000 hombres, el peor mes de esta extensa batalla. Combinadas con las bajas en Verdún y en el frente oriental, el Imperio alemán estuvo más cerca del colapso militar que en ningún momento de la guerra antes del otoño de 1918, cuando pidió el armisticio.